# 克莉希婭·托多羅娃
克莉希婭·瑪麗諾娃·托多羅娃（2004年6月1日— ），保加利亞女歌手、作曲家和詞曲作者 。2014年歐洲青少年歌唱大賽中，克莉希婭·托多羅娃與雙胞胎鋼琴師哈桑和易卜拉欣·伊格納托夫兄弟代表保加利亞出賽，並以〈兒童星球〉一曲，拿下了保加利亞的歷史佳績—亞軍。

## 個人生活
克里西婭於2004年6月1日出生於瓦爾納，現居住在拉茲格勒。她六歲時開始在保加利亞的各種音樂學校學習音樂，自2018年9月15日起，她開始就讀索非亞的柳博米爾·皮普科夫國立音樂學院。除了歌唱外，她的愛好包括繪畫和舞蹈——尤其是古典芭蕾。